# Ивашкевич-Рудошанский, Вацлав
Вацлав Теодор Ивашкевич-Рудошанский (пол. Wacław Iwaszkiewicz-Rudoszański), при рождении Вячеслав Витальевич Ивашкевич (26 августа 1871, Омск — 25 ноября 1922, Варшава) — российский и польский военный деятель, генерал-майор Русской императорской армии, позднее — дивизионный генерал Войска Польского. Герой Первой мировой войны. Активный участник польско-советской войны (1919—1921).

## Биография

Герб Ивашкевичей — «Трубы»

Представитель польско-белорусского шляхетского рода Ивашкевичи герба Трубы. Родился в семье ссыльного белорусского шляхтича Витебской губернии, инженера, участника польского восстания 1863 года. Римско-католического вероисповедания.
Воспитанник Сибирского кадетского корпуса, который окончил в 1890 году. В императорской армии с сентября того же года.
Выпускник Павловского военного училища 1892 года. Выпущен подпоручиком в 4-й Восточно-Сибирский линейный батальон. (с 11.07.1900 — 22-й Восточно-Сибирский стрелковый полк).
Поручик (1895). Штабс-Капитан (1900).
В 1900 году — участник интервенции коалиционных сил в ходе подавления Боксёрского восста́ния в Китае (1900—1901).
С марта 1904 года служил в 34-м Восточно-Сибирском стрелковом полку. Принимал участие в Русско-японской войны 1904—1905 гг.. Защитник Порт-Артура. Был ранен.
За отличия в сражениях с японцами произведен в капитаны (1905), затем подполковники. На начало 1909 года — в 34-м Восточно-Сибирском стрелковом полку. На 1.05.1911 — в 11-м Сибирском стрелковом полку. В июле 1911 произведен в полковники с переводом в Сибирский 44-й стрелковый полк. На 1913 год — командир Барнаульского отряда 44-го Сибирского стрелкового полка. На начало марта 1914 — в 42-м Сибирском стрелковом полку.
Во время первой мировой войны командовал 54-м Сибирским стрелковым полком. За отличия в Лодзинской операции 1914 года произведен в генерал-майоры. В боях под Ригой получил ранение.
9.11.1915 года был назначен командиром бригады 3-й Сибирской стрелковой дивизии.
С июня — по сентябрь 1917 года — командир Финляндской пограничной сводной дивизии.
После Февральской революции 1917 года в России — член Главного польского военного комитета.
С 21.10.1917 — командующий 3-й стрелковой дивизией 1-го Польского корпуса, формировавшейся в г. Ельне, под командованием И. Довбор-Мусницкого, в феврале 1918 г. пробился с дивизией на соединение с основными силами корпуса к Бобруйску.
С 31.10.1918 года — генерал-подпоручик Польской армии.
Активный участник советско-польской и польско-украинской войн.
Был начальником оперативной группы обороны Львова (ноябрь 1918), командиром генерального округа «Кельцы», сформировал 1-ю Литовско-Белорусскую пехотную дивизию, которой командовал до февраля 1919 года, командующим армиями «Восток» (март-май 1919), начальником оперативной группы, командующим Галицко-Волынским фронтом (май-июль 1919), командующим Галицийским фронтом (июль 1919-январь 1920), Подольским фронтом (январь-март 1920),
Во время польского наступления на Киев — командующий 6-й армией (март-10.08.1920), в августе 1920 года руководил обороной Львова против частей 1-й Конной армии. Затем в ходе Варшавской битвы — польским Южным фронтом.
С 20.08.1920 по июнь 1921 года — командующий генеральным округом Варшава.
С 1.10.1921 г. — в отставке с чином генерала-поручика.
Умер 25 ноября 1922 года в Варшаве после тяжелой продолжительной болезни. Посмертно произведён в дивизионные генералы.

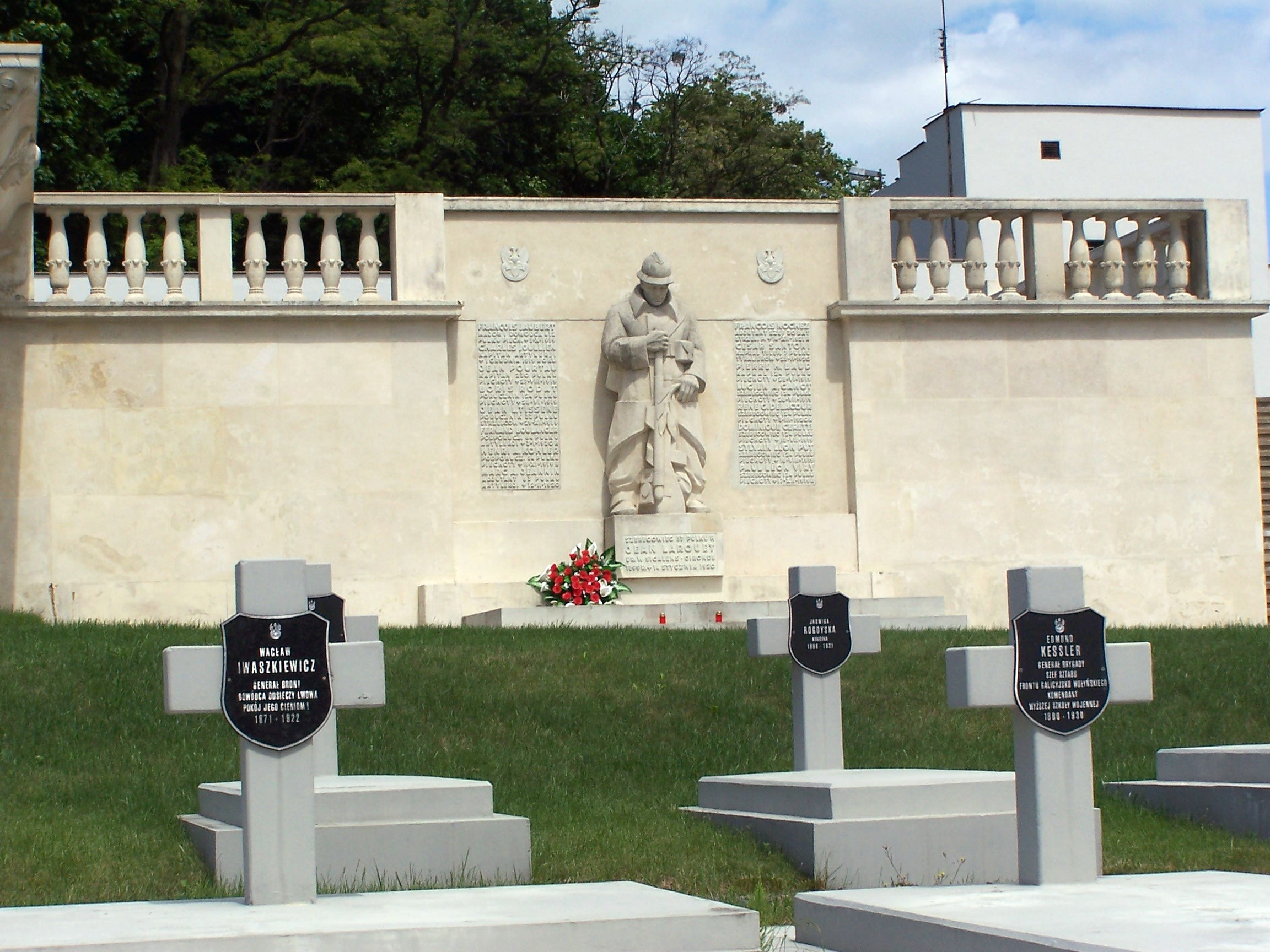
Могила генерала В. Ивашкевича (слева) на Мемориале защитников Львова

Похоронен с воинскими почестями во Львове на Лычаковском кладбище на мемориале защитников Львова.

## Награды

### Российской империи
- орден Святой Анны 3-й степени с мечами и бантом (1901),
- орден Святой Анны 4-й степени (1901),
- орден Святого Станислава 2-й степени с мечами (1904),
- орден Святой Анны 2-й степени с мечами (1904),
- Золотое (Георгиевское) оружие (1907),
- Орден Святого Владимира 4-й степени (1913),
- орден Святого Владимира 3-й степени с мечами (27.04. 1915),
- орден Святого Георгия 4-й степени (07.04.1915)[2].

### Польши
- Серебряный крест ордена Virtuti Militari (1.01.1920)
- Командорский крест ордена Virtuti Militari (10.11.1922)
- Командорский крест ордена Возрождения Польши
- Крест Храбрых
- За заслуги перед Польшей правительством Ивашкевичу было пожаловано поместье в Западной Белоруссии, под Гродно.